# Buford, Georgia
Buford är en stad (city) i Gwinnett County, och  Hall County, i delstaten Georgia, USA. Enligt United States Census Bureau har staden en folkmängd på 12 525 invånare (2011) och en landarea på 44,1 km².